# Akinori Nakayama
Akinori Nakayama, född den 1 mars 1943 i Nagoya i Japan, död 9 mars 2025, var en japansk gymnast.
Han ingick i det japanska lag som tog OS-guld i lagmångkampen, och erövrade individuella OS-guld i barr, OS-guld i räck, OS-guld i ringar, OS-silver i fristående och OS-brons i den individuella mångkampen i samband med de olympiska gymnastiktävlingarna 1968 i München.
Han ingick i det japanska lag som tog OS-guld i lagmångkampen, och erövrade individuella OS-guld i ringar, OS-silver i fristående och OS-brons i den individuella mångkampen i samband med de olympiska gymnastiktävlingarna 1972 i München.